# Johannes IV. (Papst)

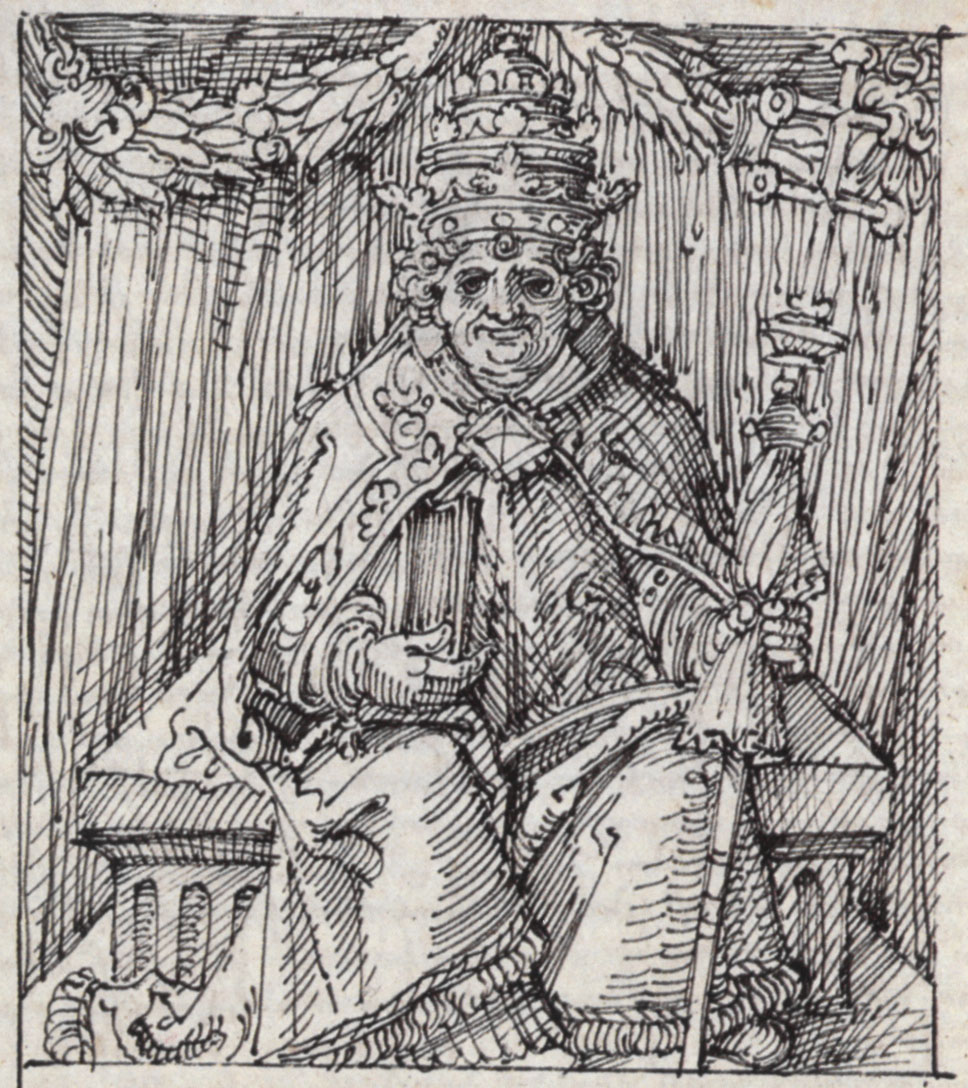
Johannes IV. (?), dargestellt im Marci Antonii Sabellici History von anbeschaffener Welt von Thomas Murner.

Johannes IV. (* 6. oder 7. Jahrhundert; † 12. Oktober 642 in Rom) war Papst von 640 bis zu seinem Tode.
Er stammte aus Salona in Dalmatien. Nach dem kurzen Pontifikat des Severinus wurde er am 24. Dezember 640 zu dessen Nachfolger gewählt. Er kaufte Christen aus awarisch-slawischer Gefangenschaft frei und verurteilte den Monotheletismus. Gegenüber dem oströmischen Kaiser Konstans II. verteidigte er seinen Amtsvorgänger Honorius I., der 638 verstorben war. Am 12. Oktober 642 starb Johannes IV. in Rom.